# Ахочьяпан
Ахочьяпан (исп. Axochiapan) — посёлок и административный центр одноимённого муниципалитета в мексиканском штате Морелос. Численность населения, по данным переписи 2010 года, составила 17 508 человек.

## Общие сведения
Название Axochiapan происходит из языка науатль и его можно перевести как: пруд с кувшинками.
Посёлок был основан в 1542 году Фраем Хуаном де Аламедой.